# Kohautia gracilis
Kohautia gracilis là một loài thực vật có hoa trong họ Thiến thảo. Loài này được (Wall.) DC. mô tả khoa học đầu tiên năm 1830.